# Válor
Válor – gmina w Hiszpanii, w prowincji Grenada, w Andaluzji, o powierzchni 58,57 km². W 2011 roku gmina liczyła 693 mieszkańców.
W 1990 roku był gospodarzem IX edycji Alpujarra Traditional Music Festival.